# چالازا

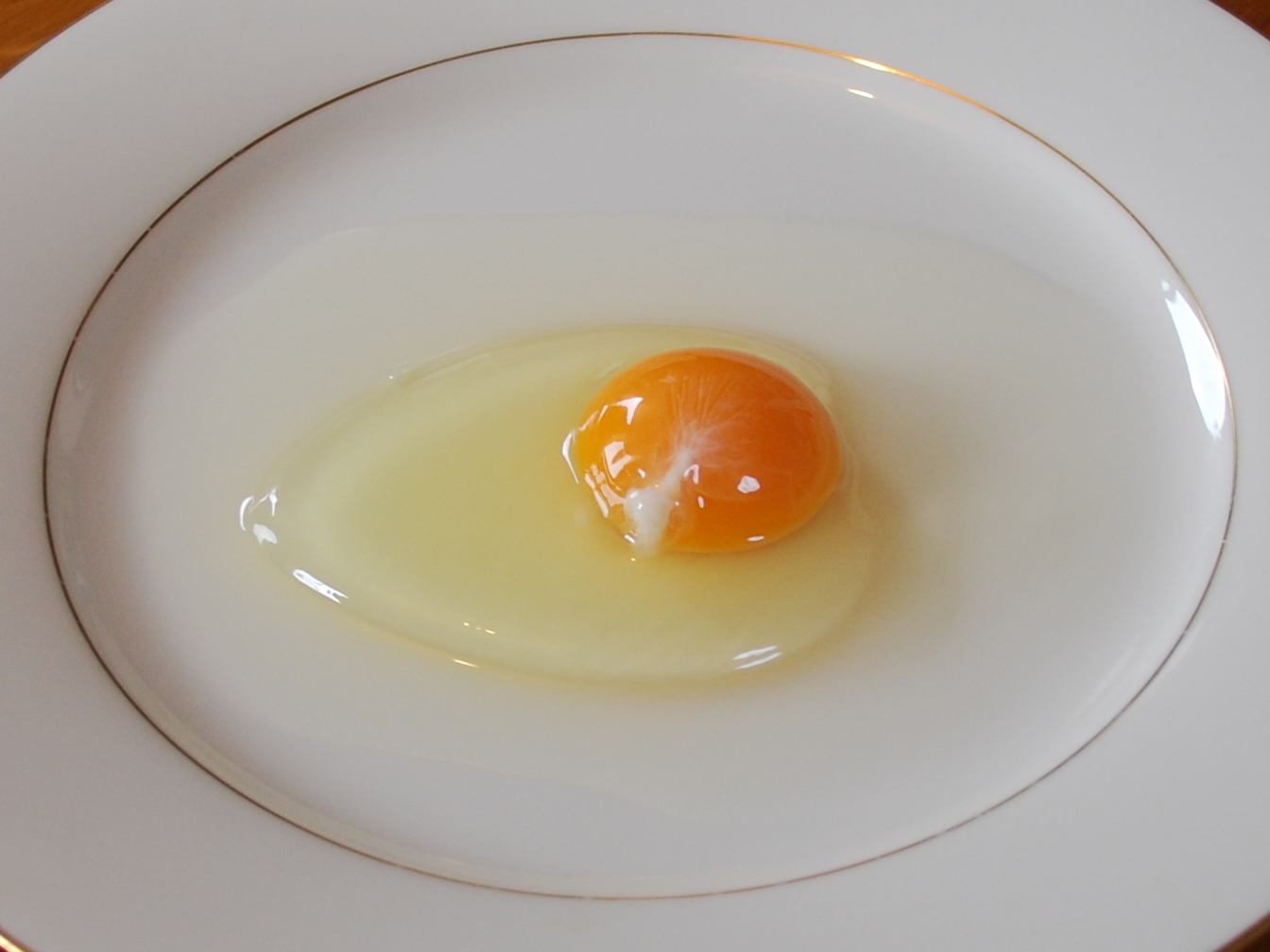
محتویات یک تخم مرغ که بن زرده در آن به وضوح دیده می‌شود.

بُنِ زرده یا چالازا (انگلیسی: chalaza، از واژه یونانی باستان χάλαζα به‌معنای «تگرگ») ساختاری درون تخم پرندگان و تخمک گیاهان است. این ساختار، زرده تخم‌مرغ یا تخمک  را درون ساختار بزرگ‌تر نگه می‌دارد یا آویزان می‌کند.

## در جانوران
در تخم بیشتر پرندگان (نه خزندگان)، بن زرده به صورت دو نوار مارپیچ از بافت دیده می‌شود که زرده را در مرکز سفیده (آلبومن) معلق نگه می‌دارند. کارکرد چالازا این است که زرده را در جای خود ثابت نگه دارد. در پخت‌وپز، گاهی چالازا را برای ایجاد بافتی یکنواخت از تخم جدا می‌کنند.

## در گیاهان

نمودار تخمک گیاه گلدار (Angiosperm) – نمایش محل بن زرده

در تخمک گیاهان، چالازا در نقطه‌ای قرار دارد که مقابل دهانه تخمک (گیاهی) در پوشش‌های تخمک (integuments) است. این بافت نقطه اتصال میان پوشش‌ها و هستک (نوکلئوس) است. مواد مغذی از طریق بافت‌های آوندی در funiculus و پوشش بیرونی، از راه بن زرده به هستک منتقل می‌شوند. هنگام رشد کیسه جنینی درون تخمک گیاهان گلدار، سه سلول در انتهای چالازایی به نام سلول‌های آنتی‌پودال تشکیل می‌شوند.

### چالاژوگامی
در بیشتر گیاهان گلدار، لوله گرده از طریق دهانه تخمک وارد تخمک شده و عمل لقاح را انجام می‌دهد (porogamy). اما در لقاح چالازوگاموس (chalazogamy)، لوله گرده از طریق چالازا و نه micropyle به تخمک نفوذ می‌کند. چالازوگامی نخستین بار در گونه‌های تک‌پایه‌ای خانواده Casuarinaceae توسط ملشیور تروئب کشف شد، اما از آن زمان تاکنون در گونه‌های دیگری نیز مشاهده شده است، از جمله در پسته و گردو.